# Šoin

S spreminjanjem življenjskih slogov se spreminja tudi arhitektura. Na nekaj drugih načinov lahko tako neposredno in konkretno vidimo spremembe v družbenem in kulturnem življenju elite Muromači kot v razvoju arhitekture v slogu šoin in izumu nove oblike domače strukture, znane kot kaišo.

Ito Teiji,
Šoin (書院, salon ali delovna soba, studio) je vrsta sprejemne dvorane v japonski arhitekturi, ki je bila razvita v obdobju Muromači. Izraz je prvotno pomenil studio in prostor za predavanja o sutri v templju, kasneje pa je začel pomeniti le salon ali studio. Po tej sobi je dobil ime slog šoin-zukuri. V stavbi šoin-zukuri je šoin zašiki, soba za tatami, namenjena sprejemu gostov.
Na nastajajočo arhitekturo obdobja Muromačija je pozneje vplivala vse večja uporaba in pojav šoina. Ena izmed najbolj opaznih sprememb v arhitekturi, ki je nastala zaradi šoina, je prišla iz prakse oblaganja tal s tatamijem. Ker imajo tatami preproge standardizirane velikosti, je bilo treba tlorise prostorov za šoin razviti glede na proporce tatamija; to je posledično vplivalo na razmerja vrat, višino prostorov in druge vidike strukture. Preden je šoin populariziral prakso oblaganja tal s tatamijem, je bilo standardno, da se prinese samo ena tatami blazina, na katero je lahko sedela oseba najvišjega ranga v prostoru.
Arhitektura, ki obdaja šoin in na katero je vplival, je hitro razvila številne druge značilnosti. Ker so gostje sedeli na tleh namesto na pohištvu, so bili postavljeni na nižji položaj kot njihovi kitajski kolegi, ki so bili navajeni uporabljati pohištvo. Ta nižja izhodiščna točka je povzročila takšen razvoj, kot so spuščeni stropi, ki so delovali tako, da je prostor deloval manj ekspanzivno, poleg tega pa je povzročilo, da stropni špirovci niso bili več vidni, kot so bili na Kitajskem. Novi spuščeni stropi so omogočili tudi bolj dovršeno dekoracijo, kar je poleg veliko enostavnejših povzročilo veliko zelo okrašenih spuščenih stropov. Drug značilen razvoj, ki je izhajal iz spodnjega razglednega mesta, sta bila tokonoma in čigaidana. Tokonoma je bila dvignjena vdolbina, vgrajena v steno, da bi ustvarila prostor za razstavljanje kitajske umetnosti, ki je bila takrat priljubljena, v udobni višini oči. Čigaidana ali »razporejene police« so bile strukture polic, vgrajene v tokonoma za prikaz manjših predmetov. Fusuma ali drsna vrata, ki so se pojavila hkrati z razvojem arhitekture šoin, so postala priljubljeno sredstvo za razdelitev prostorov. Posledično so začeli nastajati stebri kvadratne oblike za namestitev drsnih vrat.
Asimetrija para tokonoma in čigaidana ter kvadratni stebri so razlikovali dizajn šoin od kitajskega dizajna v tistem času, ki je dajal prednost simetričnim parom pohištva in okroglim stebrom. Kmalu po svojem pojavu se je arhitektura šoin povezala s temi razvijajočimi se elementi, saj je postala prevladujoča oblika za formalne prostore za sprejeme.